# Óscar Cano
Óscar Cano Moreno (Granada, 6 de noviembre de 1972) es un entrenador de fútbol español que actualmente está sin equipo tras ser cesado por el C. D. Tenerife.

## Trayectoria deportiva

### Inicios
Su trayectoria es muy extensa a nivel provincial. Se formó en el C. D. Imperio de Albolote, el Arenas de Armilla Cultura y Deporte, donde consiguió dejar al equipo invicto durante 31 jornadas, y el C. D. Baza, con el que debutó en la temporada 2006-07 en el grupo cuarto de Segunda División B, consiguiendo la mejor posición del equipo (11.º) en toda su historia.

### Granada C. F.
Tras una magnífica temporada en el club bastetano, el Granada C. F. se fija en él para entrenar al equipo en la siguiente campaña (2007-08), en la que la entidad tenía como objetivo ascender a la Segunda División. Fue un año intenso, emocionante y bueno debido a que el equipo estuvo casi toda la temporada en los puestos de cabeza aunque finalmente no entrara en las posiciones de promoción. El club rojiblanco quedó quinto a sólo un punto del cuarto clasificado, la U. D. Mérida. A pesar de ello, el equipo capitalino contó con él para dirigir un año más al club en el curso liguero 2008-09. 
Al poco de comenzar la temporada, Óscar Cano fue destituido tras una consecución de malos resultados, entre los que destacan las dos derrotas como local, ambas por 0-1, ante el Écija Balompié y el Antequera C. F., que fueron las que dejaron al entrenador granadino fuera del banquillo del Granada. Esa campaña fue para olvidar, ya que la entidad estaba sumergida en una grave crisis económica.
Desde que fuera cesado en el Granada C. F., Cano se dedicó a ver fútbol, y a comentar en el extinto periódico 'La Opinión de Granada' y en 'Canal Rojiblanco'. Además, Cano escribió un libro sobre el sistema de juego del Fútbol Club Barcelona, que presentaba oficialmente en verano de 2009.

### Polideportivo Ejido
El 6 de enero de 2010 el técnico firmó un contrato hasta final de temporada con el Polideportivo Ejido avalado por el segundo entrenador Luis Bonilla, que es amigo personal y fue colaborador en distintos equipos por los que entrenó. El club celeste le puso al técnico como objetivo que el equipo luchara por meterse en las posiciones de promoción de ascenso a Segunda División al final de temporada. A pesar de la difícil situación económica que atravesaba el conjunto ejidense en ese momento, Óscar Cano consiguió meter al grupo en cuarta posición, jugando de esta manera los play-offs de ascenso. En las eliminatorias de promoción fue emparejado con el temible Fútbol Club Barcelona "B", uno de los claros aspirantes por ser equipo de la división de plata la siguiente temporada. Los pupilos de Óscar Cano le plantaron cara al filial barcelonista a pesar de caer eliminado por la diferencia de goles fuera de casa. En el Estadio Municipal de Santo Domingo de El Ejido consiguieron un empate (3-3), mientras que en el Mini Estadi también obtuvieron una igualada (1-1).

### Real Jaén
El 18 de junio de 2010, Óscar Cano firmó un contrato de una temporada de duración con el Real Jaén.Sin embargo, el 1 de julio de 2010, el técnico granadino se desvinculó del conjunto jiennense para firmar por dos temporadas con la U. D. Salamanca, ya que el contrato firmado con el Jaén incluía una cláusula por la que, si un equipo de superior categoría le llamaba, quedaría libre.

### U. D. Salamanca
El 14 de febrero de 2011, fue destituido como entrenador de la U. D. Salamanca. A pesar de que su equipo comenzó la liga de forma admirable, en la que estuvo en posiciones de promoción de ascenso a Primera División de España en el primer tercio de liga, el equipo blanquinegro comenzó a encadenar una serie de derrotas consecutivas, llegando a alcanzar las diez, que lo dejaron al borde del descenso. Esta situación llevó a la directiva salmantina a prescindir de los servicios del técnico granadino. Los resultados no mejoraron con la llegada de otros técnicos, con lo que el conjunto charro descendió.

### U. D. Melilla
En la temporada 2011-12, después de ser destituido de la U. D. Salamanca, fue fichado por la U. D. Melilla como nuevo entrenador. A su llegada, la plantilla azulina contaba con pocos miembros y escaso tiempo para confeccionar una plantilla de garantías. Con la U. D. Salamanca salió con 10 derrotas consecutivas, cuando llegó a la U. D. Melilla consiguió 5 derrotas consecutivas más (4 en liga y 1 en Copa del Rey). En junio de 2012 dejó el cargo por iniciativa propia a pesar de tener un año más de contrato por desavenencias con la línea que presentaba el nuevo proyecto.

### Real Betis Balompié "B"
El 10 de octubre de 2012 firma un contrato con el Real Betis Balompié "B", de Segunda B, con opción a un año más si consigue la salvación. Coge las riendas del equipo en la jornada 17.ª, encontrándose penúltimo a 9 puntos del corte, pero no puede revertir la situación y el filial verdiblanco desciende a Tercera División. Siguió una temporada más al frente del equipo, logrando ser campeón de la categoría de la cuarta división y volver a Segunda B, pero dejó la entidad en junio de 2014.

### C. D. Alcoyano
El 26 de junio de 2014 fue anunciado como nuevo técnico del Club Deportivo Alcoyano. El 16 de febrero fue destituido, junto con su segundo Guillermo Fernández Romo, después de una negativa racha de resultados a pesar del buen nivel de juego del equipo.

### C. D. Castellón
El 10 de diciembre de 2018 se convirtió en el nuevo técnico del Club Deportivo Castellón, club por el que firmó hasta el final de la temporada, culminando así una etapa fuera de los banquillos durante la que se desempeñó como director deportivo de la Cultural y Deportiva Leonesa. El técnico granadino consiguió la permanencia del Castellón en su primera temporada. En la temporada 2019-2020, el C. D. Castellón acabó como campeón de grupo y consiguió el ascenso a la Segunda División tras derrotar por 1-0 a la U. E. Cornellà en los play-offs de ascenso.
El 24 de noviembre de 2020 puso su cargo a disposición del club tras caer contra el colista y haber conseguido sólo 3 puntos de 27 posibles. Finalmente, el 12 de enero de 2021, fue destituido de su cargo debido a una mala racha de resultados con el equipo valenciano en puestos de descenso.

### C. D. Badajoz
El 2 de julio del 2021 el conjunto extremeño anunció su incorporación como nuevo técnico del club para afrontar la Primera División RFEF 2021-22 en la que los blanquinegros buscaban el ascenso a Segunda División.El 8 de febrero de 2022, fue destituido como entrenador del C. D. Badajoz.

### R. C. Deportivo de La Coruña
El 11 de octubre de 2022, fue elegido como nuevo entrenador del Deportivo de La Coruña, sustituyendo a Borja Jiménez. El 15 de mayo de 2023, fue destituido tras perder 3-2 contra el Linares Deportivo, después de solo haber conseguido 3 victorias como visitante en 16 partidos y enfrentado a la grada desde varias jornadas atrás, fue destituido dejando al conjunto gallego 4.º clasificado con 63 puntos, a 6 puntos del líder el Racing de Ferrol, con el ascenso directo, objetivo del club, ya matemáticamente imposible.

### C. E. Sabadell
El 20 de noviembre de 2023, firmó como entrenador del Centre d'Esports Sabadell de la Primera Federación. Llegó en la jornada 14 , de la mano del Director deportivo Carlos Rosende, con el que había coincidido la temporada anterior en el R. C. Deportivo de La Coruña con el equipo en descenso, con el objetivo de salvar al C. E. Sabadell del descenso a Segunda Federación , fue destituido al finalizar la temporada junto a Carlos Rosende tras el descenso de categoría.

### C. D. Tenerife
El 3 de junio de 2024, fichó por el Club Deportivo Tenerife en sustitución de Asier Garitano. El 15 de septiembre de 2024 dejó de ser entrenador del C. D. Tenerife tras ir colista de la Liga Hypermotion después de 5 jornadas en las que el equipo tinerfeño solo consiguió un punto.

## Clubes
| Club                                  | País   | Año       |
| ------------------------------------- | ------ | --------- |
| C. D. Imperio de Albolote             | España | 2003-2005 |
| Arenas de Armilla                     | España | 2005-2006 |
| C. D. Baza                            | España | 2006-2007 |
| Granada C. F.                         | España | 2007-2009 |
| C. P. Ejido                           | España | 2010      |
| U. D. Salamanca                       | España | 2010-2011 |
| U. D. Melilla                         | España | 2011-2012 |
| Betis Deportivo                       | España | 2012-2014 |
| C. D. Alcoyano                        | España | 2014-2015 |
| Elche Ilicitano                       | España | 2015      |
| Selección sub-19 de Catar             | Catar  | 2016      |
| Cultural Leonesa (director deportivo) | España | 2017-2018 |
| C. D. Castellón                       | España | 2018-2021 |
| C. D. Badajoz                         | España | 2021-2022 |
| Deportivo de La Coruña                | España | 2022-2023 |
| C. E. Sabadell                        | España | 2023-2024 |
| C. D. Tenerife                        | España | 2024      |